# Budišovice
Budišovice (německy Budischowitz) jsou obec v okrese Opava v Moravskoslezském kraji. Žije zde 804 obyvatel.
Katastrální výměra je 701 ha, z toho 386 ha tvoří lesy. V obci je registrováno 231 domů a dále téměř 200 rekreačních objektů. V okolí obce se vyskytuje několik bývalých lomů na těžbu břidlice, čediče a kamenolom. Jižní hranice katastru obce je daná potokem Studnice a říčkou Porubka.

## Historie
První písemná zmínka o obci pochází z roku 1282. V období let 1282 až 1526 byla obec majetkem olomouckého řádu premonstrátů, poté se v držení obce vystřídala řada šlechtických rodů.
V roce 1702 se majitelem obce stal Jindřich Vilém Vlček z Dobré Zemice, který obec připojil ke Klimkovickému panství.

## Obyvatelstvo
| Rok            | 1869 | 1880 | 1890 | 1900 | 1910 | 1921 | 1930 | 1950 | 1961 | 1970 | 1980 | 1991 | 2001 | 2011 | 2021 |
| -------------- | ---- | ---- | ---- | ---- | ---- | ---- | ---- | ---- | ---- | ---- | ---- | ---- | ---- | ---- | ---- |
| Počet obyvatel | 355  | 315  | 341  | 380  | 408  | 374  | 425  | 368  | 421  | 401  | 405  | 417  | 451  | 674  | 769  |
| Počet domů     | 38   | 62   | 65   | 54   | 58   | 69   | 94   | 103  | 111  | 107  | 105  | 124  | 134  | 198  | 245  |

## Obecní správa
Mezi lety 1869–1978 Budišovice byly obcí v okrese Opava. Od 1. ledna 1979 do 23. listopadu 1990 patřily jako část obce k Hrabyni a od 24. listopadu 1990 jsou opět samostatnou obcí.

### Obecní symboly
Znak a vlajka byly obci uděleny rozhodnutím předsedy Poslanecké sněmovny Parlamentu České republiky dne 9. dubna 2002.

## Památky
K historicky nejzajímavějším místům v Budišovicích patří:
- Kaple sv. Víta – vystavěná v roce 1873 na místě staré dřevěné kapličky.
- Smírčí kříž – stojí u domu číslo 66, pochází ze 16. nebo 17. století.
- Pomníky z roku 1920 a 1945, které připomínají oběti světových válek.
- Lomy (Budišovice) – bývalé lomy a továrna na zpracování břidlice. V současnosti chatová osada.[8]

## Další informace
V Budišovicích v Zátiší končí tramvajová trať Ostrava-Poruba – Kyjovice-Budišovice.

## Galerie

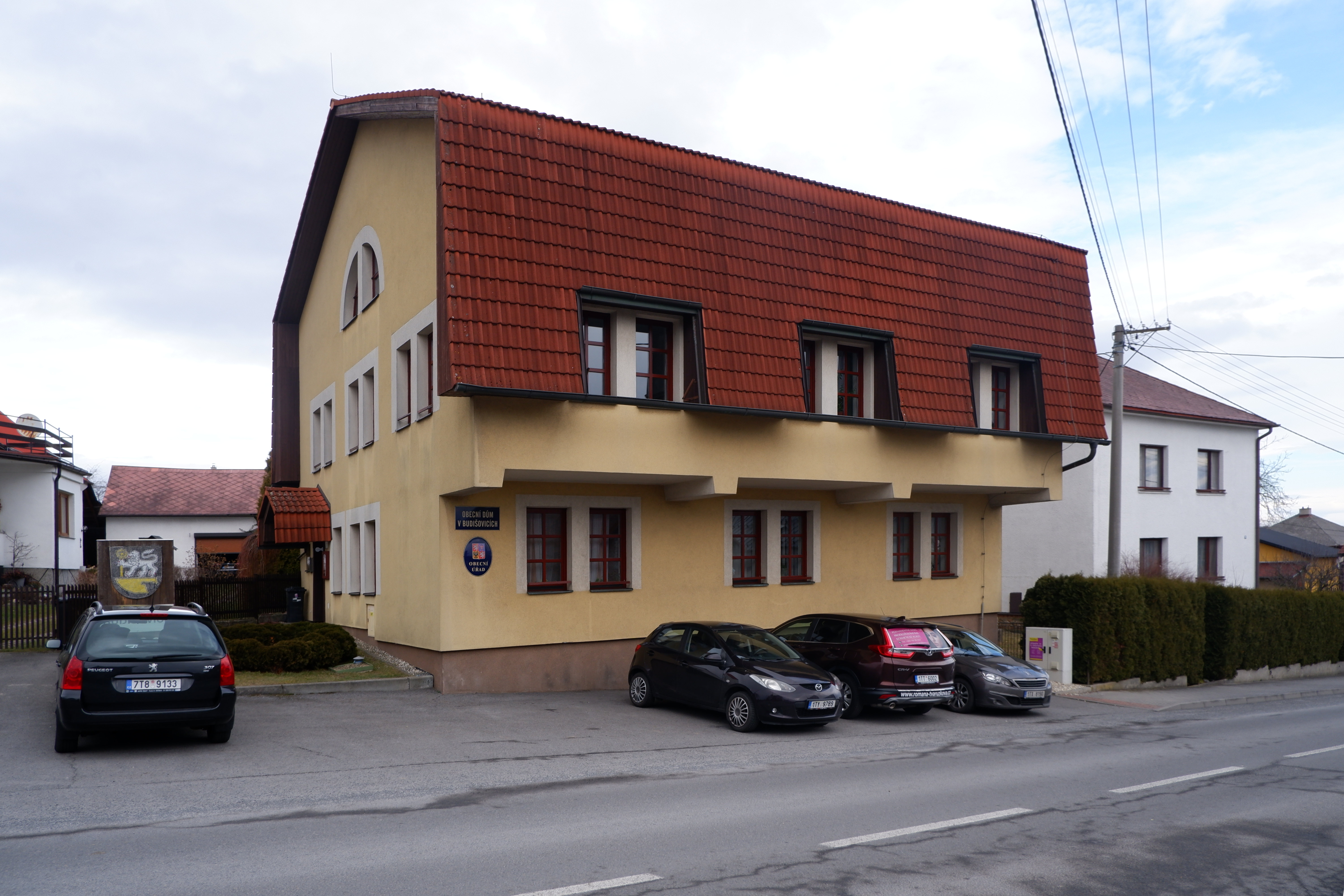
Obecní úřad
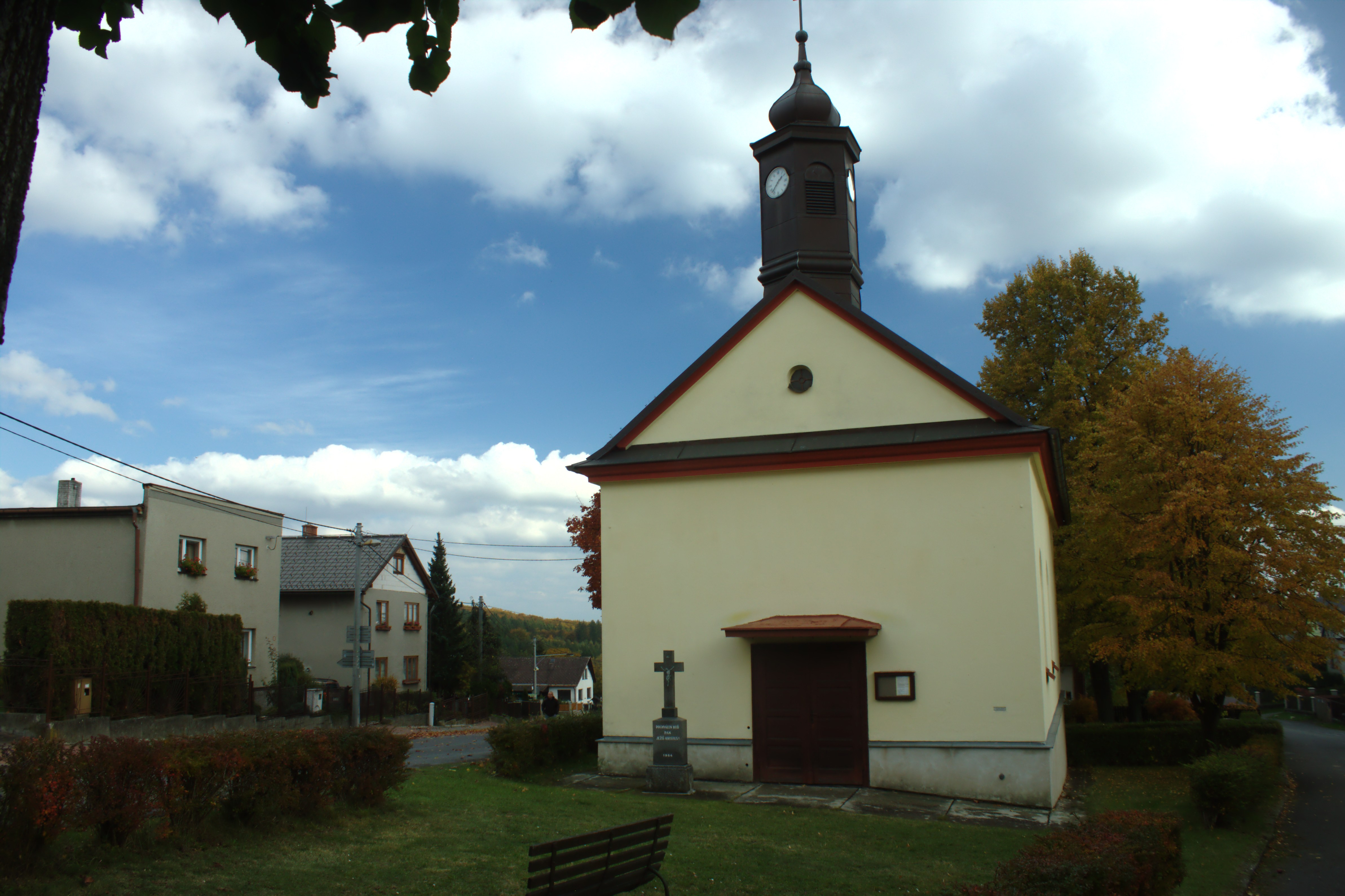
Kaple
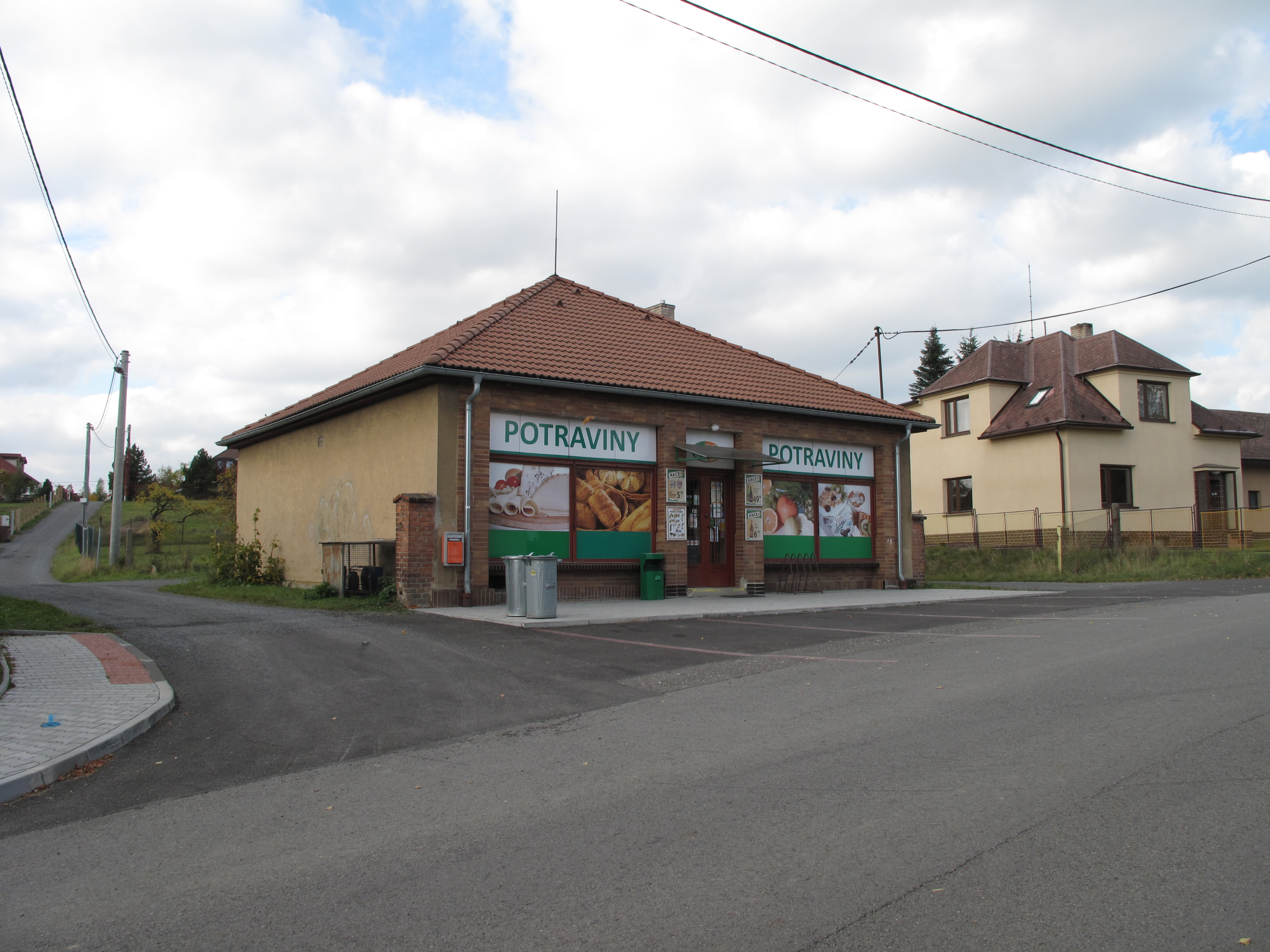
Potraviny
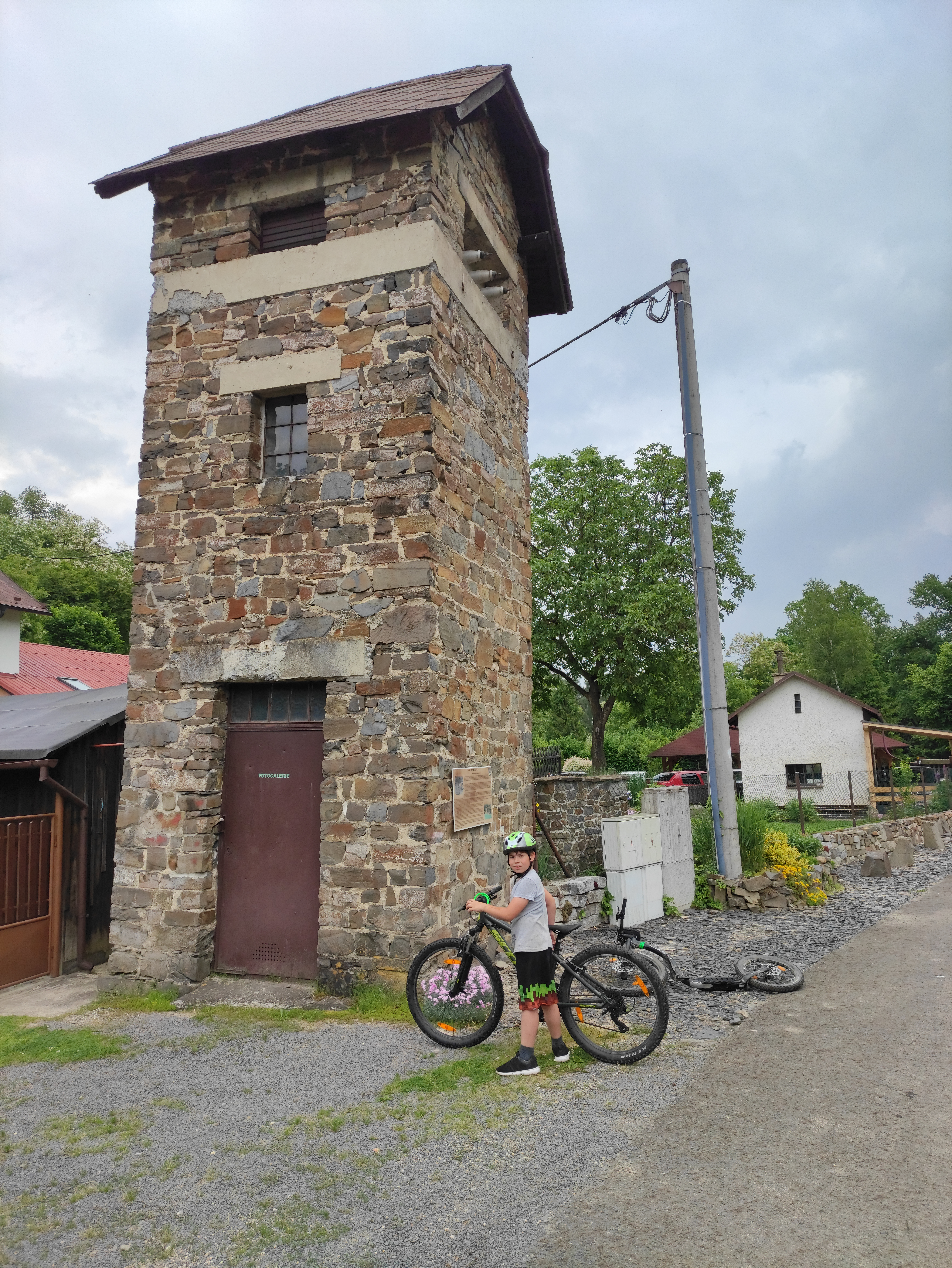
Lomy (Budišovice)
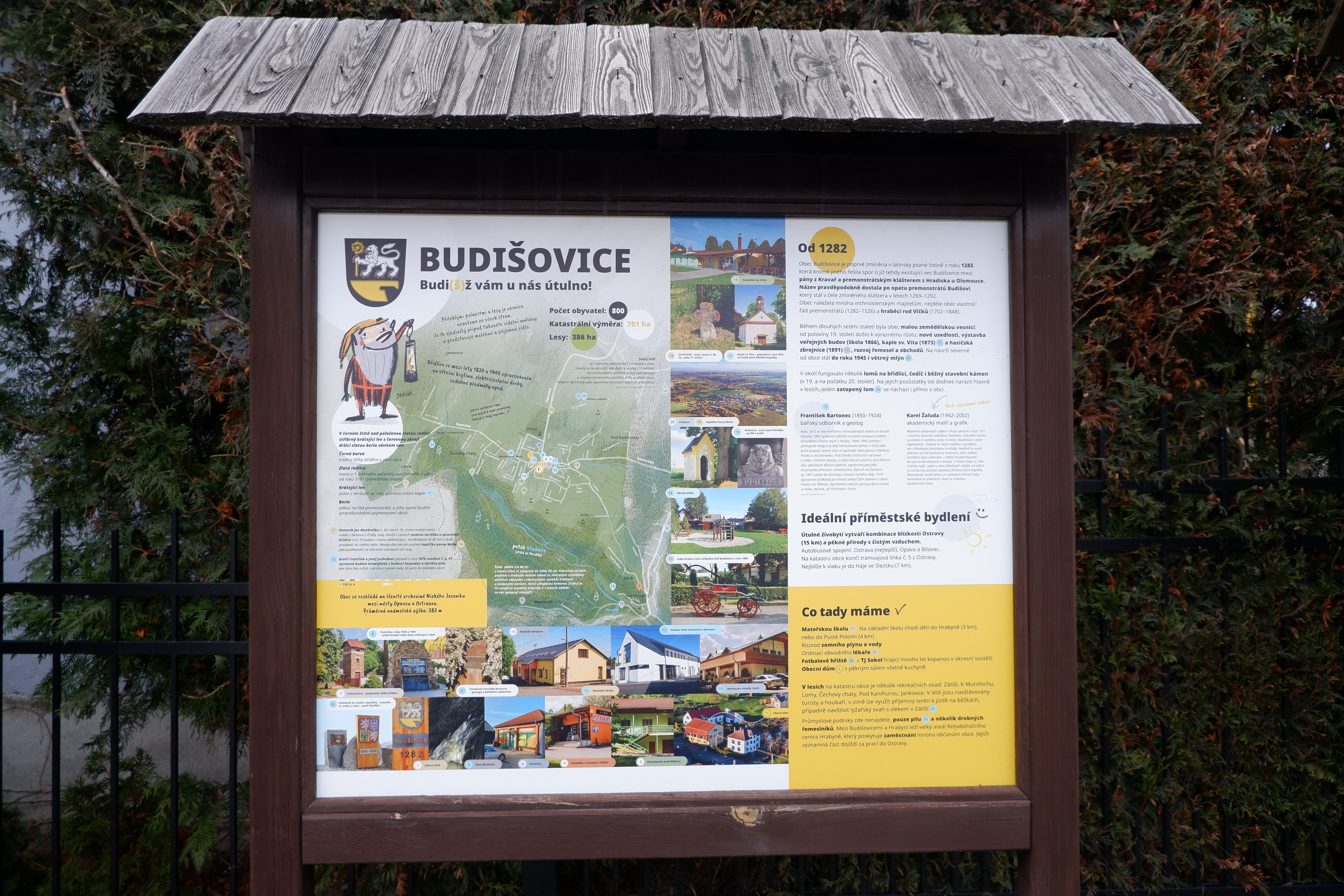
Informační tabule o obci s mapou